# Circus Fantasticus
Circus Fantasticus é um filme de drama esloveno de 2010 dirigido e escrito por Janez Burger. Foi selecionado como representante da Eslovênia à edição do Oscar 2011, organizada pela Academia de Artes e Ciências Cinematográficas.

## Elenco
- Leon Lučev - Pai
- Ravil Sultanov
- Pauliina Räsänen
- René Bazinet
- Daniel Rovai
- Enej Grom
- Luna Mijović
- David Boelee
- Marjuta Slamič
- Devi Bragalini
- Nataša Sultanova
- Slava Volkov